# Coalition pan-bleue
 (août 2024).
Si vous disposez d'ouvrages ou d'articles de référence ou si vous connaissez des sites web de qualité traitant du thème abordé ici, merci de compléter l'article en donnant les références utiles à sa vérifiabilité et en les liant à la section « Notes et références ».
La Coalition pan-bleue, ou Force pan-bleue (泛藍軍 pinyin fàn lán jūn), est une coalition politique du début du XXIe siècle à Taïwan, composée du Kuomintang (KMT), du Qinmindang (PFP), et du Nouveau Parti (CNP). 
Le nom vient des couleurs du parti Kuomintang. Cette coalition tend à favoriser une identité nationaliste chinoise contre une identité séparatiste taïwanaise, en faveur d'une politique de collaboration et d'un lien économique plus grand avec la Chine populaire. Elle s'oppose à la coalition pan-verte.  
Bien que la coalition Pan-Bleue soit favorable à la réunification chinoise, la plus grande partie du soutien et de l'opposition à la coalition n'a rien à voir avec les relations avec la Chine continentale. Par exemple, le soutien à la coalition parmi les pauvres et les indigènes est élevé, en raison des réseaux de patronage que la coalition maintient. 
Depuis 1990, le Kuomintang souffre de relations malaisées entre ceux qui soutiennent une identité nationaliste chinoise (RPC) pour Taiwan et ceux conduits par le président Li Tenghui, qui supportent une identité Taiwanaise (séparatiste) plus forte. Cela a conduit à une séparation au début des années 1990, quand le Nouveau Parti a été formé. Lors de l’élection présidentielle de 2000, Lee Teng-hui s'arrangea pour que Lien Chan soit nommé comme candidat du  Kuomintang, plutôt que le plus populaire James Soong, qui quitta le parti et forma son propre parti : le  parti populaire. Beaucoup de Taïwanais croient que l'action de Lee était une tentative délibérée de sabotage du Kuomintang pour assurer la victoire de Chen Shui-bian du DPP.